# Stanisław Sołdek

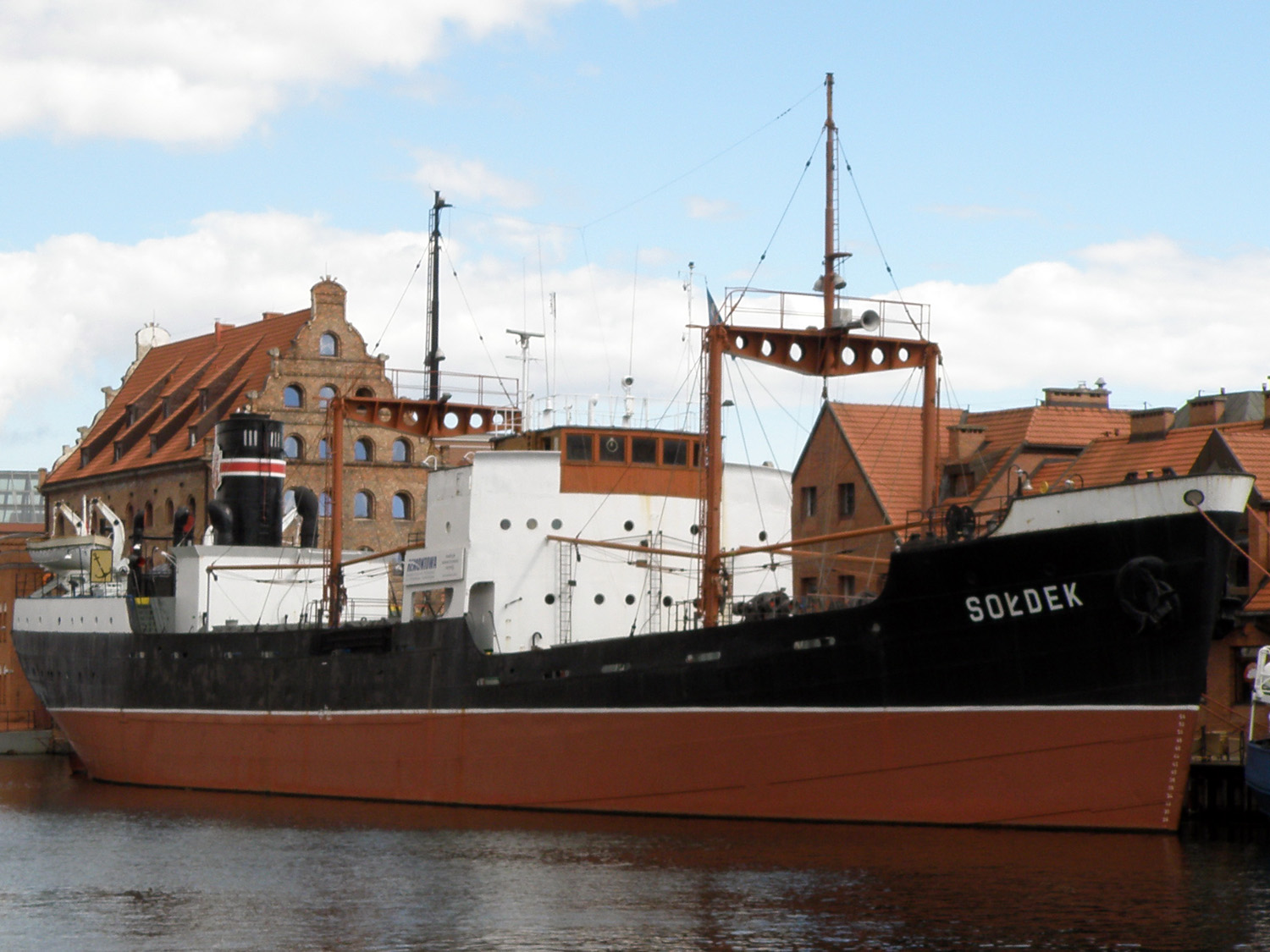
SS Sołdek, obecnie statek muzeum Centralnego Muzeum Morskiego w Gdańsku

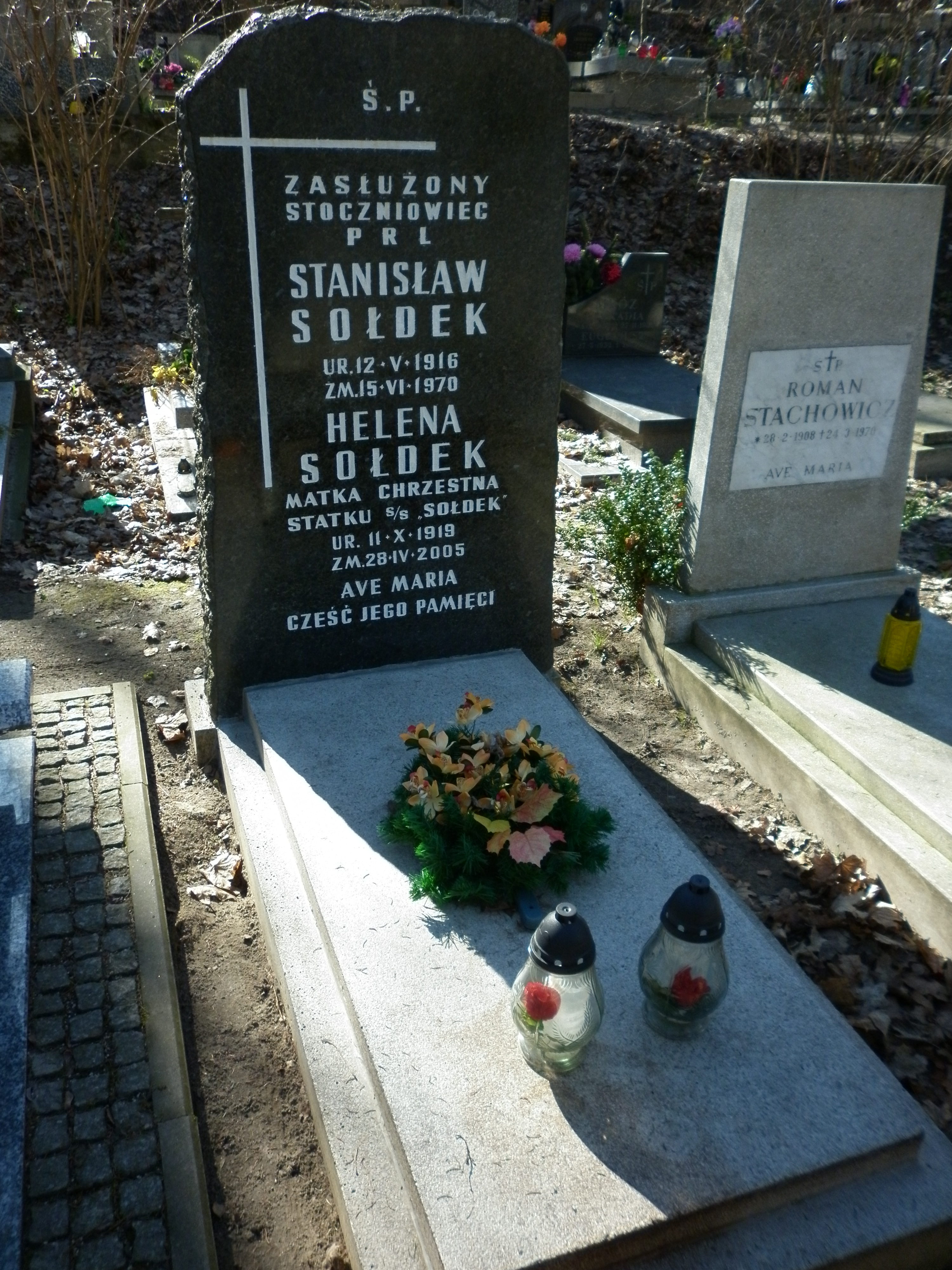
Grób Stanisława Sołdka na Cmentarzu Srebrzysko

Stanisław Sołdek (ur. 12 maja 1916 w Oleksowie k. Kozienic, zm. 15 czerwca 1970 w Gdańsku) – polski przodownik pracy w latach 1947–1948 (206% normy), traser Stoczni Gdańskiej, absolwent Politechniki Gdańskiej (1953 – inż., 1956 mgr inż. budowy okrętów), poseł na Sejm (1952–1956).

## Życiorys
Syn Tomasza, robotnika, i Bolesławy z Kempińskich. Urodził się w 1916 roku w podradomskiej wsi Oleksów, skąd w wieku dwóch lat przeniósł się wraz z rodziną do Nowego Dworu. Tu przed II wojną światową pracował w Stoczni Modlińskiej Państwowych Zakładów Inżynierii. Był także pracownikiem Płockiej Stoczni Rzecznej na Radziwiu. Ukończył w Warszawie kurs spawaczy. Po wojnie przeniósł się do Gdańska. Był wśród inicjatorów propagandowego wyścigu pracy w przemyśle stoczniowym, wzorowanego na podobnych kampaniach w ZSRR.
W latach 1952–1956 był posłem na Sejm I kadencji z ramienia PZPR. Był także członkiem Komitetu Wojewódzkiego PZPR. Po uzupełnieniu wykształcenia średniego, w 1950 rozpoczął studia na Wydziale Budowy Okrętów Politechniki Gdańskiej, a w 1956 roku został magistrem inżynierem okrętowcem. W maju 1963 roku powołany na dyrektora naczelnego Stoczni Wisła. Zmarł w wyniku zawału serca.
Mąż Heleny Sołdek. Ojciec Zbigniewa (ur. 1953) i Bogdana (ur. 1957).

## Odznaczenia i wyróżnienia
Został odznaczony między innymi Orderem Sztandaru Pracy I klasy (1964), Brązowym (1952), Srebrnym i Złotym Krzyżem Zasługi, Medalem 10-lecia Polski Ludowej (1955), złotą odznaką Zasłużony Pracownik Morza, Odznaką tytułu honorowego „Zasłużony stoczniowiec PRL” oraz Odznaką honorową "Za zasługi dla Gdańska" (1960).

## Upamiętnienie
Jego imieniem nazwano pierwszy polski powojenny statek pełnomorski – rudowęglowiec typu B30 SS „Sołdek”, zwodowany 6 listopada 1948. Matką chrzestną statku była Helena Sołdek z domu Szchowska.
W 2017 r. Instytut Pamięci Narodowej nakazał zmianę nazw ulic, placów czy szkół im. Stanisława Sołdka w związku z tzw. ustawą dekomunizacyjną.

## Miejsce spoczynku
Został pochowany w Alei Zasłużonych na Cmentarzu Srebrzysko w Gdańsku (rejon II).